# Quanta cura (1741)
Quanta Cura je papeška okrožnica (enciklika), ki jo je napisal papež Benedikt XIV. leta 1741.
V okrožnici je papež obsodil zlorabo mašnih daritev.  